# Río Platanar
Río Platanar är ett vattendrag i Costa Rica.   Det ligger i provinsen Alajuela, i den centrala delen av landet, 70 km nordväst om huvudstaden San José.